# Польско-русская практическая транскрипция
Для передачи польских имён собственных и непереводимых реалий в русском языке используются унифицированные правила практической транскрипции.
Передача польских имён и названий на русский язык довольно однозначна.
-owa, ówna, обозначающие жён и дочерей носителей соответствующих фамилий, передаются на русский язык без этих окончаний, например: Orzeszkowa Ожешко.
В польском языке имеются имена и названия, передающиеся на русский язык традиционно, с отступлением от правил (например, Kraków — Краков, а не Кракув). Написание этих имён и названий необходимо устанавливать по справочникам.

## Таблица
| Буква / сочетание | Примечание | Передача                       | Примеры |
| ----------------- | --- | ------------------------------ | --- |
| a                 | | а                              | Adam Адам |
| a                 | в окончаниях женских фамилий -ska, -cka, -dzka, а также в прилагательных при географических терминах (см. раздел ниже)    | ая                             | Stępowska Стемповская, Puszcza Notecka Нотецкая пуща                                                                                    |
| ą                 | как правило | он                             | Bądkowo Бондково |
| ą                 | перед b, p | ом                             | Dąbkowo Домбково |
| b                 | | б                              | Bogdan Богдан |
| c                 | | ц                              | Solec Солец |
| ć                 | | ць см. также раздел ниже       | Cirlić Цирлиць |
| ch                | | х                              | Chamiec Хамец |
| сі                | перед e в конце слова, а также перед ó, u                                                                                 | ц либо ч см. также раздел ниже | Życie Жиче, Maciej Мацей, Chrzciciel Хшцицель                                                                                           |
| cz                | | ч                              | Czerniatowicz Чернятович |
| d                 | | д                              | Derdowski Дердовский |
| dz                | | дз                             | Dzianisz Дзяниш но: фамилии и названия, оканчивающиеся на -dzki (-dzka), передаются с окончаниями -дский (-дская) или -дзский (-дзская) |
| dź                | перед мягкими согласными (то есть согласными с последующим i, а также ć, l, ń, ś, ź)                                      | дз                             | Niedźwiedź Недзведзь |
| dź                | в остальных случаях | дзь                            | Niedźwiedź Недзведзь |
| dż                | | дж                             | Dżunkowski Джунковский |
| e                 | в начале слова и после гласных                                                                                            | э                              | Eugeniusz Эугениуш, Boernerowo Боэрнерово                                                                                               |
| e                 | после согласных | е                              | Celina Целина |
| ę                 | перед b, p | ем                             | Stępowski Стемповский |
| ę                 | в остальных случаях | ен                             | Wałęsa Валенса |
| f                 | | ф                              | Filip Филип |
| g                 | | г                              | Gotard Готард |
| h                 | | х                              | Huta Хута |
| i                 | в середине слова (не перед гласными!) и в конце слова                                                                     | и                              | Mińsk Mazowiecki Миньск-Мазовецки |
| i                 | в окончаниях мужских фамилий -ski, -cki, -dzki, а также в прилагательных при географических терминах (см. раздел ниже)    | ий                             | Stępowski Стемповский, kanał Gliwicki Гливицкий канал                                                                                   |
| i                 | в окончаниях мужских имён -i                                                                                              | -ий                            | Antoni Антоний |
| i                 | в словах иностранного происхождения, где обозначает звук j                                                                | см. j                          | Legionowo Легьоново |
| ia                | | я                              | Zosia Зося |
| ia                | в отдельных случаях | иа                             | Adrian Адриан, Marian Мариан |
| ia                | в отдельных случаях в женских окончаниях имён после согласной без обозначения мягкости и тоже после букве l в конце слова | ия или ья                      | Oliwia Оливия, Natalia Наталья, Daria Дарья                                                                                             |
| ią                | перед b, p | ём                             | Dziąmba Дзёмба |
| ią                | то же, после c | иом                            | Ciąpała Циомпала |
| ią                | перед другими согласными                                                                                                  | ён                             | Związkowiec Звёнзковец |
| ią                | то же, после c | ион                            | Ciągło Ционгло |
| ie                | | е                              | Wojciech Войцех |
| ię                | перед b, p | ем                             | Ciępka Цемпка |
| ię                | в остальных случаях | ен                             | Piękna Пенкна |
| io                | | ё                              | Ziobro Зёбро |
| io                | после c | ио                             | Ciołek Циолек |
| ió, iu            | | ю                              | Piórków Пюркув, Siucice Сюцице |
| ió, iu            | после c (кроме сочетания śc)                                                                                              | у                              | Przyjaciółka Пшиячулка |
| iu                | в именах на -iusz | иу                             | Mariusz Мариуш |
| j                 | в конце слова или между гласной и согласной                                                                               | й                              | Andrzej Анджей |
| ja                | в начале слова и после гласной                                                                                            | я                              | Jacek Яцек |
| ja                | после согласной | ья                             | Osjaków Осьякув |
| ja                | в отдельных случаях в окончаниях женских имён после согласной c                                                           | ия                             | Alicja Алиция |
| ja                | в отдельных случаях в личных именах в середине слова после c                                                              | иа                             | Felicjan Фелициан |
| ją                | в начале слова перед b, p                                                                                                 | йом                            | |
| ją                | в начале слова в остальных случаях                                                                                        | йон                            | Jączkowski Йончковский |
| ją                | после гласной перед b, p                                                                                                  | ём                             | |
| ją                | после гласной в остальных случаях                                                                                         | ён                             | Zajączkowo Заёнчково |
| ją                | после согласной перед b, p                                                                                                | ьом                            | |
| ją                | после согласной в остальных случаях                                                                                       | ьон                            | Gjądła Гьондла |
| je                | в начале слова и после гласной                                                                                            | е                              | Jedlinka Едлинка |
| je                | после согласной | ье                             | Kopjewski Копьевский |
| ję                | в начале слова и после гласной перед b, p                                                                                 | ем                             | Jębrzycki Ембжицкий |
| ję                | в начале слова и после гласной в остальных случаях                                                                        | ен                             | Chajęcki Хаенцкий |
| ję                | после согласной перед b, p                                                                                                | ьем                            | |
| ję                | после согласной в остальных случаях                                                                                       | ьен                            | Kyrljęcik Кырльенцик |
| jo                | в начале слова | йо                             | Joniec Йонец |
| jo                | после гласной | ё                              | Maciejowice Мацеёвице |
| jo                | после согласной | ьо                             | Celjowski Цельовский |
| jó, ju            | в начале слова и после гласной                                                                                            | ю                              | Juliusz Юлиуш |
| jó, ju            | после согласной | ью                             | |
| jó, ju            | в отдельных случаях в личных именах в середине слова после c                                                              | иу                             | Łucjusz Луциуш |
| k                 | | к                              | |
| l                 | в конце слова и в середине слова перед согласной и перед гласной y                                                        | ль                             | Balcerzak Бальцежак, Lyski Льыски |
| l                 | перед гласными i, e и ę                                                                                                   | л                              | Lidzbark Лизбарк, Lech Лех, Julian Юлиан, Lębork Лемборк                                                                                |
| la                | | ля                             | Lacaz Ляцаз |
| lą                | перед b, p | лём                            | Ląpowice Лёмповице |
| lą                | в остальных случаях | лён                            | Przegląd Пшеглёнд |
| lo                | | лё                             | Lorentowicz Лёрентович |
| ló, lu            | | лю                             | Lubecki Любецкий |
| ł                 | | л                              | Łodyński Лодыньский |
| m                 | | м                              | |
| n                 | | н                              | |
| ń                 | | нь                             | Łodyński Лодыньский |
| o                 | | о                              | |
| ó                 | | у                              | Jakóbik Якубик |
| p                 | | п                              | |
| r                 | кроме сочетания rz | р                              | Roman Роман |
| rz                | перед и после k, p, t, ch                                                                                                 | ш                              | Krzysztof Кшиштоф |
| rz                | в остальных случаях | ж                              | Rzytka Житка |
| rz                | традиционно, независимо от глухости/звонкости                                                                             | рж                             | Przewalski Пржевальский |
| s                 | | с                              | Stanisław Станислав |
| sz                | | ш                              | Szymon Шимон |
| szcz              | | щ                              | Szczawiej Щавей |
| ś                 | перед согласными (кроме c) с последующим i, а также перед ć, l, ń, ś, ź                                                   | с                              | Cieślak Цесляк, Śniadowo Снядово |
| ś                 | в остальных случаях | сь                             | Kościńska Косьциньская |
| ść                | в суффиксе в конце слова                                                                                                  | сть или сць                    | Rzeczywistość Жечивистость, Radość Радосць                                                                                              |
| śc                | в суффиксе перед падежным окончанием                                                                                      | ст или сьц                     | Żołnierz Wolności Жолнеж вольности, Boleścin Болесьцин                                                                                  |
| t                 | | т                              | |
| u                 | | у                              | |
| w                 | | в                              | Władysław Владислав |
| y                 | после cz, rz, sz, ż, а также в личных именах в середине слова                                                             | и                              | Szymon Шимон Krystyna Кристина |
| y                 | в конце личного имени | ий                             | Ksawery Ксаверий |
| y                 | согласно некоторым источникам — в окончаниях фамилий, совпадающих по форме с прилагательными                              | ый (ий)                        | Dołowy Доловый, Świeży Свежий Bujny Буйны                                                                                               |
| y                 | в остальных случаях | ы                              | Pyry Пыры |
| z                 | | з                              | Zbigniew Збигнев |
| ź                 | перед согласными с последующим i, а также перед ć, l, ń, ś, dź                                                            | з                              | Brzeźniak Бжезняк, Haźlach Хазлях |
| ź                 | в остальных случаях | зь                             | Źródłowski Зьрудловский |
| ż                 | | ж                              | Żorż Жорж |

## Передачаć
Практическая транскрипция польской фонемы /tɕ/, передаваемой буквой ć, а также c перед i, представляет собой особую проблему, поскольку трём глухим аффрикатам в польском языке — /t͡ɕ/, /t͡s/ и /t͡ʂ/ — соответствуют в русском лишь две, представляемые буквами ц и ч. Если передача /t͡s/ буквой ц и /t͡ʂ/ буквой ч разногласий не вызывает, то к передаче фонемы /t͡ɕ/ могут быть разные подходы.
Большинством источников рекомендуется передача буквы ć как ць, сочетания ci + гласная — как ця, цю, це, цё, а ci в остальных случаях — как ци. Например, таким образом передаются названия на географических картах: Замосць, Цьмелюв, Хенцины, Косьцян, Рацёнж, Косьцежина.
Преимуществом этого подхода является то, что все три аффрикаты передаются на русский язык на письме по-разному: Cackowski — Цацковский, Ciastek — Цястек, Czarnecka — Чарнецкая; Stec — Стец, Bołtuć — Болтуць, Frycz — Фрыч. Кроме того, использование буквы ц представляет собой элемент транслитерации и таким образом даёт представление о написании в источнике.
Однако фонетически такая передача получается отдалённой от оригинала. Мягкое ц русскому языку не свойственно, и в прочитанных вслух польских именах и названиях, записанных по-русски, трудно ожидать, что «мягкое» ц будет прочитано иначе, чем «твёрдое». И даже если в русской передаче попытаться произнести мягкое ц, всё равно такое произношение не будет совпадать с оригинальным, ведь польское /t͡ɕ/ по звучанию близко к русскому ч (отличаясь от него большей мягкостью). Кроме того, такая передача и на письме не всегда обеспечивает различительную функцию. В сочетаниях ce и cie в оригинале звучат разные согласные, но транскрибируются они одинаково — как «це». Сочетания cy и ci передаются по-разному как «цы» и «ци», но произносятся по-русски в такой передаче одинаково.
В дореволюционной практике сочетания cio и cią передавались транслитерационно как ціо и ціон. Именно из-за такой передачи фамилия Ciołkowski (примерно Чёлковски) превратилась в фамилию Циолковский. С этой передачей в русском языке появляется на один слог больше, чем в оригинале, что ещё сильнее искажает её звучание.
Передача ć посредством ч иногда встречается в СМИ. Например, польское слово życie в названиях газет и журналов может передаваться как «жиче». Д. И. Ермолович рекомендует использовать ч для передачи и других слов, оканчивающихся на -cie, а также в сочетаниях ció, ciu: Arciuch — Арчух, Przyaciółka — Пшиячулка (в БСЭ использовалось написание «Пшияцюлка»). Такая передача обусловлена близким, хоть и не абсолютно одинаковым, звучанием польского звука и русского ч и потому имеет фонетическое преимущество перед передачей буквой ц.
Если звуки ś и ź в польском языке исторически и функционально являются мягкими соответствиями s и z, и их передача мягкими с и з часто позволяет представить себе этимологию названия (Козёлек, Лесьница), то звук ć, в отличие от них, является «мягким» аналогом t, а не c, и поэтому передача его буквой ц не даёт в этом плане преимуществ. Факт соответствия t может использоваться при передаче некоторых имён и названий с применением мягкого т: Kościuszko — Костюшко, Solidarność — Солидарность. Д. И. Ермолович рекомендует передавать конечное -ść как -сть: Rzeczywistość — Жечивистость. Он же рекомендует передавать -śc- как -ст- перед падежным окончанием, а также перед -ia, -ió, -iu: «Жолнеж вольности», Chlaściak — Хластяк, Cieściów — Цестюв. С другой стороны, поскольку в русском языке встречается чередование т — ч (хотеть — хочу), это может служить ещё одним аргументом в пользу передачи звука ć как ч.

## Передача прилагательных на -ski/-cki/-dzki в географических названиях
Если польское географическое название содержит термин, совпадающий с русским термином по корню и значению (например, «гора»), и прилагательное на -ski/-cki, то:
- окончание заменяется окончанием полной формы русского прилагательного в соответствующем роде и числе:

Jezioro Borzymowskie — озеро Божимовское
Puszcza Notecka — Нотецкая пуща;
- перед суффиксом -ск- восстанавливается конечный согласный основы существительного (g, sz, szcz, z, ż), от которого образовано прилагательное в польском языке:

Kaliski (от Kalisz) — Калишский
Bydgoski (от Bydgoszcz) — Быдгощский.
Польское -dzki в таких названиях передаётся русским -дский, если основа существительного оканчивается на -d, и русским -дзский, если на -dz:
Starogardzki (от Starogard) — Старогардский
Grudziądzki (от Grudziądz) — Грудзёндзский
Данное правило касается названий, в составе которых есть термины, которые переводятся на русский язык; оно не относится к другим составным названиям, в которых есть слово на -ski: Kadłub Turawski — Кадлуб-Туравски.